# Боленбах
Боленбах (њем. Bollenbach) општина је у њемачкој савезној држави Рајна-Палатинат. Једно је од 96 општинских средишта округа Биркенфелд. Према процјени из 2010. у општини је живјело 152 становника. Посједује регионалну шифру (AGS) 7134012.

## Географски и демографски подаци
Боленбах се налази у савезној држави Рајна-Палатинат у округу Биркенфелд. Општина се налази на надморској висини од 410 метара. Површина општине износи 3,8 km². У самом мјесту је, према процјени из 2010. године, живјело 152 становника. Просјечна густина становништва износи 40 становника/km².

## Међународна сарадња
| Мјесто | Држава    | Врста сарадње | Од    |
| ------ | --------- | ------------- | ----- |
|        | Француска | партнерство   | 1970. |
| Извор  |           |               |       |